# 카 스미스
이매뉴얼 카 스미스(Emanuel Carr Smith, 1901년 4월 8일 ~ 1989년 4월 14일)는 미국의 전 프로 야구 선수이다. 1923년부터 1924년까지 워싱턴 세너터스에서 외야수로 뛰었다. 메이저 리그 통산 성적은 10경기 출전, 19타수 3안타 3삼진, 타율 .158이다.